# 밧파라
밧파라(영어: Bhatpara, 벵골어: ভাটপাড়া)는 인도 서벵골주의 도시로, 북24파르가나스 구에 위치하며 후글리강과 접한다. 인구는 441,956명(2001년 기준), 높이는 해발 12m이다.